# Enrique Araneda
Enrique Araneda Dinamarca (* 11. November 1907; † 10. Dezember 2001) war ein chilenischer Fußballspieler. Der Mittelfeldspieler lief in drei Länderspielen für Chile auf.

## Karriere

### Verein
Enrique Araneda spielte von 1927 bis 1930 bei El Salto, einem Verein für Mitarbeiter einer Tuchfabrik. Danach absolvierte er ein dreimonatiges Probetraining beim CSD Colo-Colo. 1931 folgte der Wechsel zu Audax Italiano, wo er als halbrechter Mittelfeldspieler eingesetzt wurde. Mit dem Verein gewann er die Meisterschaft 1936 und bildete bei diesem Erfolg mit Guillermo Gornall und Guillermo Rivero die Mittelfeldlinie, die als «Stahllinie» bekannt wurde. Zugleich bildeten die drei Spieler die Basis für die Nationalmannschaft. Bei Audax spielte Araneda bis zu seinem Karriereende 1943.

### Nationalmannschaft
Enrique Araneda debütierte beim Campeonato Sudamericano 1935 unter Trainer Pedro Mazullo bei der 1:4-Niederlage gegen Argentinien. Nach zwei weiteren Niederlagen gegen Uruguay und Peru landete er mit der La Roja auf dem vierten und letzten Turnierplatz. Die 0:1-Niederlage gegen Peru war zugleich das letzte Länderspiel für Araneda.

## Erfolge
Audax Italiano
- Chilenischer Meister: 1936
- Campeonato Especial de Receso: 1937
- Campeonato de Apertura: 1941